# Eddie Rickenbacker
Edward Vernon Rickenbacker, detto Eddie (Columbus, 8 ottobre 1890 – Zurigo, 27 luglio 1973), è stato un aviatore statunitense, medaglia d'onore per la prima guerra mondiale.

## Biografia
Figlio di immigrati svizzeri, conseguì 26 vittorie e venne insignito della Medal of Honor e della Legion d'Onore (Francia). 
Il 29 aprile 1918 il Tenente Rickenbacker del 94° Aero Squadron dell'United States Army Air Service dell'American Expeditionary Forces, mentre pilotava un Nieuport 28 C.1, ottenne la sua prima vittoria quando abbatté un caccia Pfalz D.III della Deutsche Luftstreitkräfte vicino a Saint-Baussant in Francia. È stato insignito della prima di otto Distinguished Service Cross (Stati Uniti d'America).
Corridore automobilistico, amministrò il circuito di Indianapolis tra le due guerre e divenne presidente della Eastern Air Lines. Fondò nel 1922 l'omonima casa automobilistica, la Rickenbacker Motor Company, attiva fino al 1927. Nell'ottobre del 1942 era a bordo di un B-17 che ammarò nell'Oceano Pacifico durante una missione segreta in Nuova Guinea. Assieme con i suoi sei compagni, sopravvisse per 21 giorni a bordo dei canotti di salvataggio. Morì a Zurigo, nel 1973, all'età di 83 anni.

## Onorificenze

### Onorificenze americane
(lista parziale)